# Chevron B36

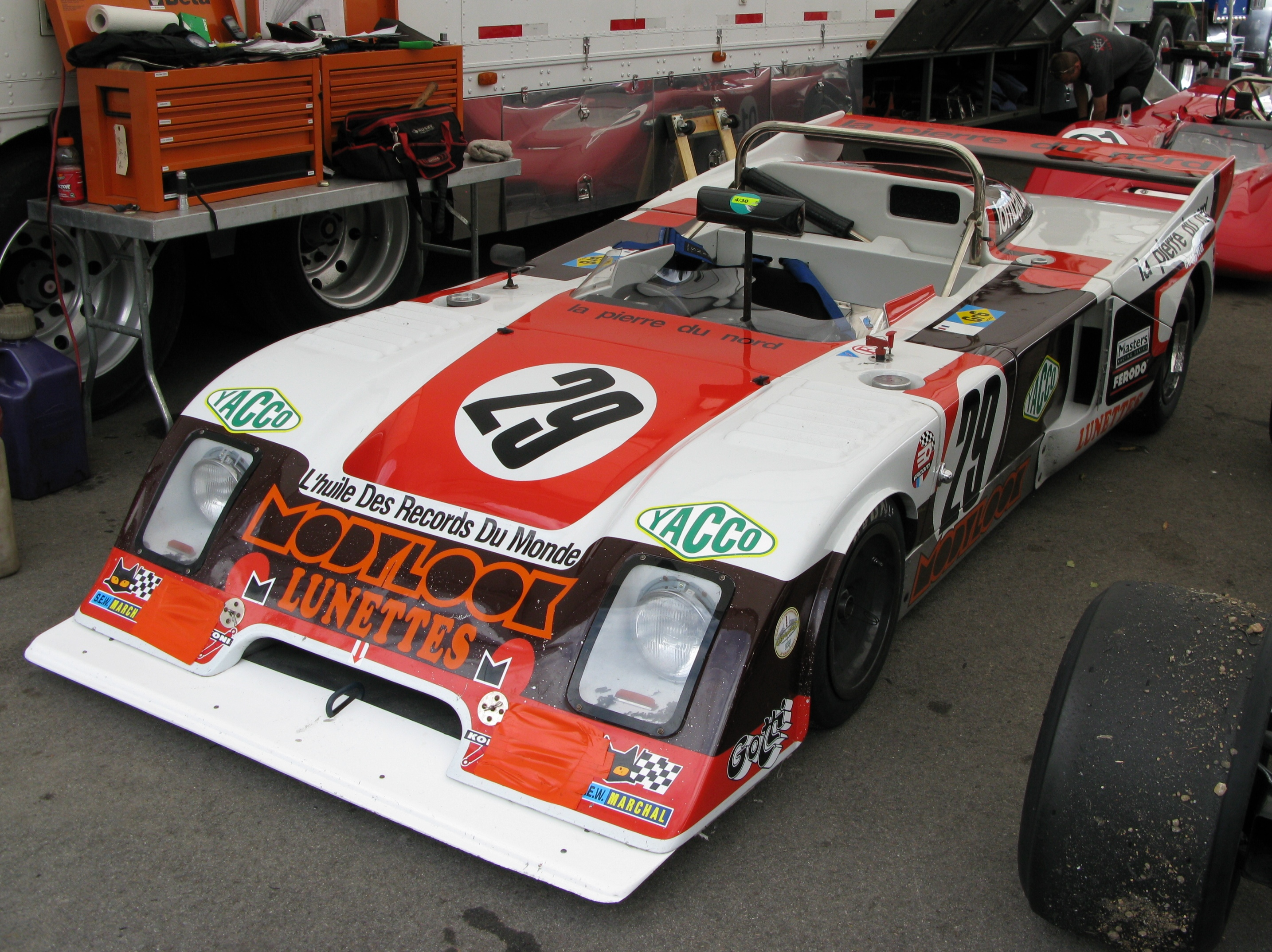
Ein Chevron B36 bei einer Veranstaltung für historische Rennfahrzeuge in Mond Tremblant 2009

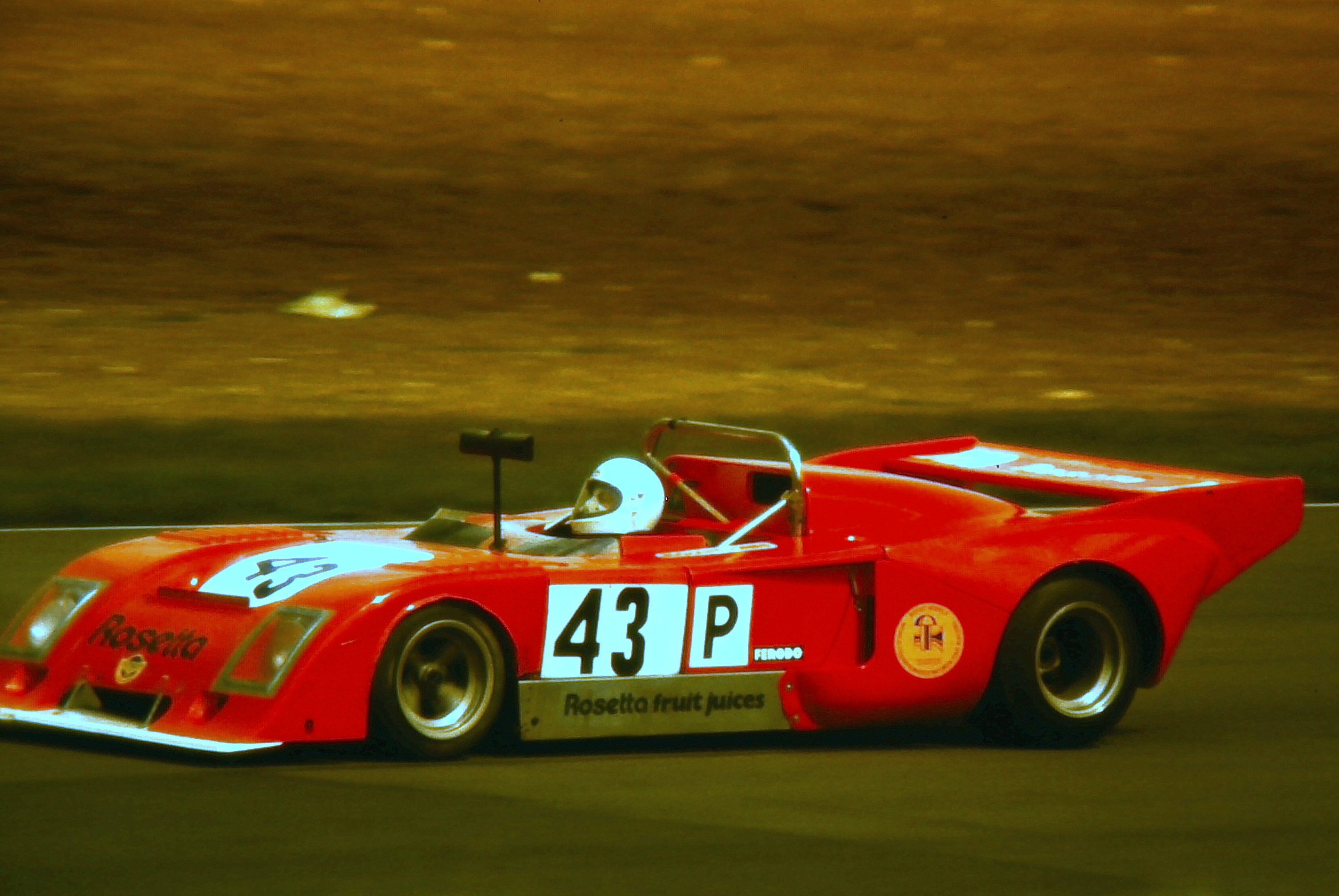
Der Chevron B36 von Robin Smith, Laurence Jacobsen und Richard Jones beim 6-Stunden-Rennen von Silverstone 1979

Der Chevron B36 war ein Sportwagen-Prototyp, der 1976 bei Chevron Cars entwickelt wurde und bis 1987 bei Sportwagenrennen zum Einsatz kam.

## Entwicklungsgeschichte
In der Nomenklatur von Chevron folgte der B36 auf den B35. Dieser war allerdings kein Sportwagen, sondern ein Formel-2-Fahrzeug das es leicht abgeändert auch als Formel-Atlantic-Modell gab. Bei Chevron wurden einfach die Fahrzeuge durchnummeriert, egal für welche Rennformel sie gebaut wurden.
Der B36 war für die 2-Liter-Klasse der Sportwagenrennen konzipiert und war ein konventioneller Rennwagen ohne große Innovationen. Da er ausschließlich für den Verkauf bestimmt war, musste er auch leicht zu warten sein. Auch die Möglichkeit unterschiedliche Motorentypen zu verwenden musste gegeben sein. Die ersten ausgelieferten Chassis wurden von einem 2-Liter-4-Zylinder-ROC-Chrysler-Simca-Aggregat angetrieben. In weiterer Folge wurden auch der Cosworth BD, ein Wankelmotor von Mazda, der M12-4-Zylinder-Motor von BMW, ein 2-Liter-Motor von Ford und ein 4-Zylinder-Triebwerk von Hart Racing Engines in B36 eingebaut. Auch hubraumstärkere Motoren fanden Verwendung. So bestückte der Franzose José Thibault seinen B36 1987 beim 24-Stunden-Rennen von Le Mans mit einem 3-Liter-6-Zylinder-PRV-Triebwerk von Talbot. Der Wagen von Thibault war überhaupt ein besonderes Exemplar. Es war der einzige B36 mit einer geschlossenen Karosserie; alle anderen B36 waren offene Spyder. Besonderes Merkmal dieses B36 waren die verkleideten Vorder- und Hinterräder.
Zwischen 1976 und 1978 wurden 21 Chassis bei Chevron fertiggestellt und ausgeliefert.

## Renngeschichte
Die Renngeschichte der B36-Chassis ist umfassend und vielfältig. Ursprünglich konzipiert für die 2-Liter-Klasse der internationalen Sportwagenrennen, kamen einige Fahrzeuge auch nach Japan und Nordamerika. In Übersee wurden einigen Fahrgestelle an das Reglement des Canadian-American Challenge Cup angepasst, in Europa an das der Interserie.
Zwischen 1976 und 1987 waren B36 bei 164 Rennen gemeldet; insgesamt kommt dieses Rennwagenmodell auf 297 Meldungen. Neben elf Gesamtsiegen wurden auch 8 Klassensiege erzielt; mehr als 60 % der gemeldeten B36 sahen auch die Zielflagge.
Sein Renndebüt gab der Wagen beim 4-Stunden-Rennen von Monza 1976, einem Wertungslauf der Sportwagen-Weltmeisterschaft dieses Jahres. Bei diesem Rennen waren zwei B36 gemeldet; der Wagen mit der Startnummer 38 vom Italiener Giuseppe Piazzi - gefahren von Piazzi selbst und dessen Landsmann Sandro Cinotti, sowie der Wagen mit der Nummer 39 von der französischen Racing Organisation Course. Dort saßen François Sérvanin und Laurent Ferrier am Steuer. Beide Fahrzeuge kamen nicht ins Ziel. Die erste Zielankunft gab es zwei Wochen später bei der Targa Florio wo Giovanni Iacono und Vito Veninata das Rennen als 36. der Gesamtwertung beendeten. Bei der Targa Florio 1977 gab es den ersten Rennsieg. Wie das Rennen im Vorjahr zählte auch dieses zur italienischen Gruppe-6-Meisterschaft. Gefahren wurde der Wagen von Raffaele Restivo und Alfonso Merendino.
Die meisten Starts mit B36 verzeichneten die beiden Japaner Hiroshi Fushida und Yōjirō Terada, die damit regelmäßig in der Fuji Long Distance Series fuhren. Den letzten Rennsieg des B36 erzielten im Juli 1984 die beiden Briten Ray Bellm und Mike Wilds bei einem Rennen zur Thunderports-Serie in Thruxton. Der letzte Renneinsatz war der erwähnte von José Thibault 1987 in Le Mans, der nach 18 gefahrene Runden durch einen Unfall vorzeitig endete.